# Gran Premi de Mònaco del 1978
Resultats del Gran Premi de Mònaco de Fórmula 1 de la temporada 1978, disputat al circuit urbà de Montecarlo el 7 de maig del 1978.

## Resultats de la cursa
| Pos | No | Pilot                 | Equip                | Voltes | Temps/ Retir.      | Pos. de sort. | Punts |
| --- | -- | --------------------- | -------------------- | ------ | ------------------ | ------------- | ----- |
| 1   | 4  | Patrick Depailler     | Tyrrell - Ford       | 75     | 1h 55' 14. 66      | 5             | 9     |
| 2   | 1  | Niki Lauda            | Brabham - Alfa Romeo | 75     | + 22.45 s          | 3             | 6     |
| 3   | 20 | Jody Scheckter        | Wolf - Ford          | 75     | + 32.29 s          | 9             | 4     |
| 4   | 2  | John Watson           | Brabham - Alfa Romeo | 75     | + 33.53 s          | 2             | 3     |
| 5   | 3  | Didier Pironi         | Tyrrell - Ford       | 75     | + 1' 08.06 min.    | 13            | 2     |
| 6   | 35 | Riccardo Patrese      | Arrows - Ford        | 75     | + 1' 08.77 min.    | 14            | 1     |
| 7   | 8  | Patrick Tambay        | McLaren - Ford       | 74     | + 1 Volta          | 11            |       |
| 8   | 11 | Carlos Reutemann      | Ferrari              | 74     | + 1 Volta          | 1             |       |
| 9   | 14 | Emerson Fittipaldi    | Fittipaldi - Ford    | 74     | + 1 Volta          | 28            |       |
| 10  | 15 | Jean-Pierre Jabouille | Renault              | 71     | + 4 Voltes         | 12            |       |
| 11  | 5  | Mario Andretti        | Lotus - Ford         | 69     | + 6 Voltes         | 4             |       |
| Ret | 12 | Gilles Villeneuve     | Ferrari              | 62     | Accident           | 8             |       |
| Ret | 6  | Ronnie Peterson       | Lotus - Ford         | 56     | Caixa canvi        | 7             |       |
| Ret | 7  | James Hunt            | McLaren - Ford       | 43     | Direcció           | 6             |       |
| Ret | 36 | Rolf Stommelen        | Arrows - Ford        | 38     | Problemes de salut | 19            |       |
| Ret | 27 | Alan Jones            | Williams - Ford      | 29     | Pèrdua d'oli       | 10            |       |
| Ret | 22 | Jacky Ickx            | Ensign - Ford        | 27     | Frens              | 16            |       |
| Ret | 16 | Hans Joachim Stuck    | Shadow - Ford        | 24     | Accident           | 17            |       |
| Ret | 26 | Jacques Laffite       | Ligier - Matra       | 13     | Caixa canvi        | 15            |       |
| Ret | 18 | Rupert Keegan         | Surtees - Ford       | 8      | Transmissió        | 18            |       |
| NVQ | 9  | Jochen Mass           | ATS - Ford           |        |                    |               |       |
| NVQ | 17 | Clay Regazzoni        | Shadow - Ford        |        |                    |               |       |
| NVQ | 10 | Jean-Pierre Jarier    | ATS - Ford           |        |                    |               |       |
| NVQ | 19 | Vittorio Brambilla    | Surtees - Ford       |        |                    |               |       |
| NVQ | 32 | Keke Rosberg          | Theodore - Ford      |        |                    |               |       |
| NVQ | 24 | Derek Daly            | Hesketh - Ford       |        |                    |               |       |
| NVQ | 31 | René Arnoux           | Martini - Ford       |        |                    |               |       |
| NVQ | 25 | Hector Rebaque        | Lotus - Ford         |        |                    |               |       |
| NVQ | 30 | Brett Lunger          | McLaren - Ford       |        |                    |               |       |
| NVQ | 37 | Arturo Merzario       | Merzario - Ford      |        |                    |               |       |

## Altres
- Pole: Carlos Reutemann 1' 28. 34
- Volta ràpida: Niki Lauda 1' 28. 65 (a la volta 72)